# Peter Brunner (Politiker)
Peter Brunner (* 9. Juni 1971 in Brixen) ist ein Südtiroler Politiker.

## Leben
Brunner wuchs in Albeins auf. Nach der Matura an der Handelsoberschule „Heinrich Kunter“ in Bozen absolvierte er das von den Universitäten Innsbruck und Padua gemeinsam angebotene „Integrierte Diplomstudium der Rechtswissenschaften“, das er 1996 mit einer in italienischer Sprache verfassten Diplomarbeit zum Abschluss brachte. Anschließend war er als selbstständiger Jurist in den Bereichen Vertragswesen, Immobilien und Urbanistik tätig.
Bei den Kommunalwahlen 2005 wurde Brunner für die Südtiroler Volkspartei (SVP) in den Brixner Gemeinderat und in der Folge gleich in den Stadtrat gewählt, in dem er (auch nach seiner Wiederwahl 2010) bis 2015 die Wirtschaftsagenden betreute. 2015 kandidierte er erfolgreich als Nachfolger von Albert Pürgstaller für das Bürgermeisteramt seiner Heimatstadt, 2020 wurde er bestätigt. Bei den Landtagswahlen 2023 trat er auf der SVP-Liste an und konnte 14.375 Vorzugsstimmen auf sich vereinen, wodurch er in den Südtiroler Landtag und damit gleichzeitig den Regionalrat Trentino-Südtirol einzog. Am 1. Februar 2024 wurde er in die neue Südtiroler Landesregierung gewählt; im Kabinett Kompatscher III übernahm er die Ressorts Umwelt-, Natur- und Klimaschutz, Energie, Raumentwicklung und Sport.